# Žernov (okres Náchod)
Žernov (Duits: Schernau, soms ter onderscheiding van andere plaatsen met dezelfde naam Žernov u České Skalice genoemd) is een Tsjechische vlek (městys) in de regio Hradec Králové, en maakt deel uit van het district Náchod. Žernov telt 303 inwoners (2023).

## Geschiedenis
- 1417 – De eerste schriftelijke vermelding van Žernov.
- 2015 – De gemeente Žernov krijgt (opnieuw) de status vlek.[1]